# The Mystery of Pine Creek Camp
Pour plus de détails, voir Fiche technique et Distribution.
The Mystery of Pine Creek Camp est un film américain sorti en 1913, tourné Jacksonville, en Floride et réalisé par Sidney Olcott, avec Jack J. Clark et Gene Gauntier.

## Fiche technique
- Réalisation : Sidney Olcott
- Scénario : Gene Gauntier
- Production : Gene Gauntier Feature Players
- Directeur de la photo :
- Décors : Allan Farnham
- Longueur : 3 000 pieds
- Date de sortie :
- Distribution : Warner's Feature

## Distribution
- Gene Gauntier :
- Jack J. Clark :
- Arthur Donaldson :
- Sidney Olcott :

## Production
Le film a été tourné à Jacksonville en Floride.